# Музье-Тёле
Музье́-Тёле́ (фр. Mouzieys-Teulet, окс. Mosièis e Teulet) — коммуна во Франции, находится в регионе Юг — Пиренеи. Департамент — Тарн. Входит в состав кантона От-Даду. Округ коммуны — Альби.
Код INSEE коммуны — 81190.

## География

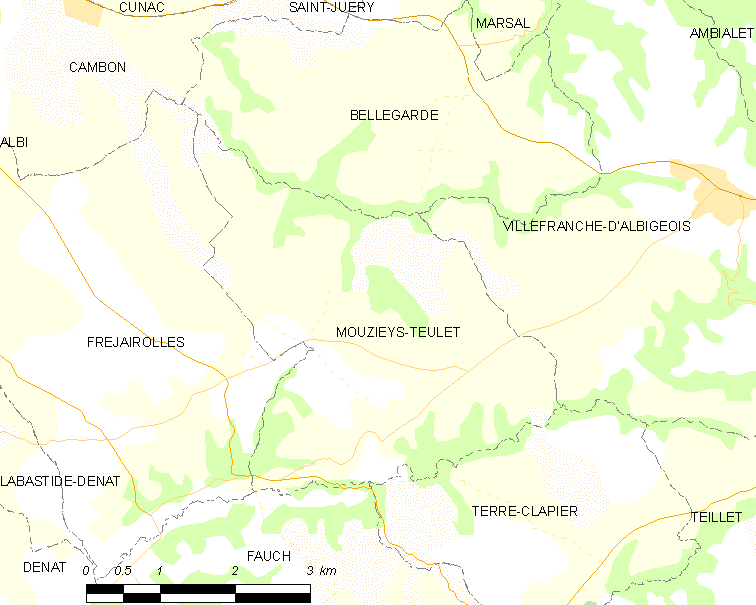
Карта коммуны

Коммуна расположена приблизительно в 560 км к югу от Парижа, в 75 км северо-восточнее Тулузы, в 13 км к юго-востоку от Альби.

## Климат
Климат умеренно-океанический. Зима мягкая и дождливая, лето жаркое с частыми грозами. Ветры довольно редки.

## Население
Население коммуны на 2015 год составляло 467 человек.
| 1962 | 1968 | 1975 | 1982 | 1990 | 1999 | 2010 | 2012 | 2015 |
| ---- | ---- | ---- | ---- | ---- | ---- | ---- | ---- | ---- |
| 336  | 293  | 251  | 257  | 307  | 312  | 417  | 408  | 467  |

## Администрация
| Период | Период | Фамилия      | Партия | Примечания |
| ------ | ------ | ------------ | ------ | ---------- |
| 2001   | 2008   | Анжели Алари |        |            |
| 2008   | 2020   | Жерар Пюш    |        |            |

## Экономика
В 2007 году среди 274 человек в трудоспособном возрасте (15—64 лет) 218 были экономически активными, 56 — неактивными (показатель активности — 79,6 %, в 1999 году было 74,6 %). Из 218 активных работали 203 человека (109 мужчин и 94 женщины), безработных было 15 (6 мужчин и 9 женщин). Среди 56 неактивных 11 человек были учениками или студентами, 30 — пенсионерами, 15 были неактивными по другим причинам.